# Syjonistyczny Rząd Okupacyjny

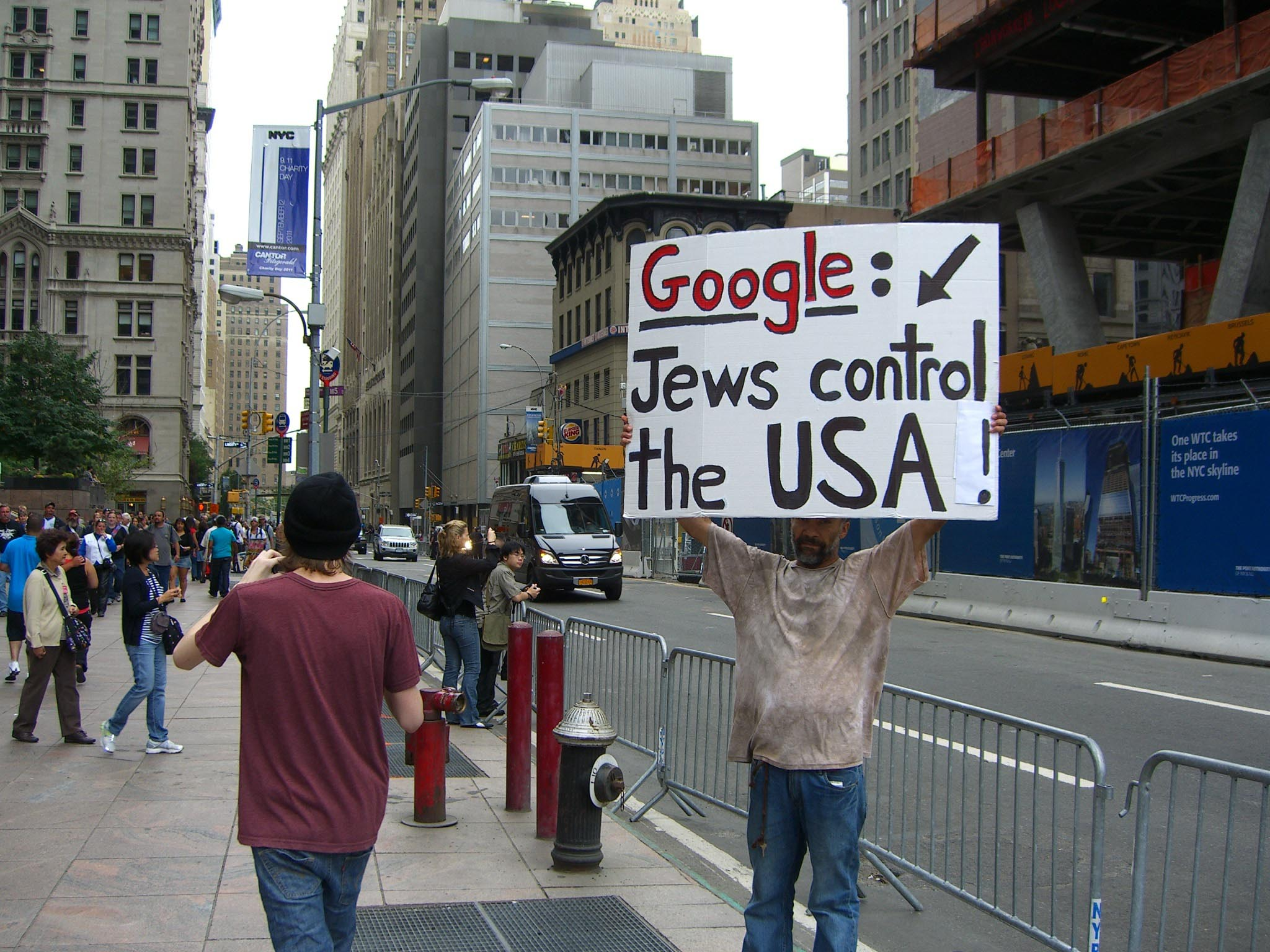
Mężczyzna trzymający antysemicki plakat na Church Street, niedaleko World Trade Center, 11 września 2011 r., w dziesiątą rocznicę ataków z 11 września. Głoszący żydowską kontrolę nad Stanami Zjednoczonymi.

Syjonistyczny Rząd Okupacyjny – antysemicka teoria spiskowa głosząca, że „żydowscy agenci” w tajemnicy kontrolują rządy państw zachodnich.